# Ceabanivka, Ujhorod
Ceabanivka (în ucraineană Чабанівка) este un sat în comuna Irleava din raionul Ujhorod, regiunea Transcarpatia, Ucraina.

## Demografie
Componența lingvistică a localității Ceabanivka
     Ucraineană (98,87%)
     Rusă (1,13%)
Conform recensământului din 2001, majoritatea populației localității Ceabanivka era vorbitoare de ucraineană (98,87%), existând în minoritate și vorbitori de rusă (1,13%).